# Labyrinth von Tibble
Das Labyrinth von Tibble, bei Västerås, ist das einzige noch vorhandene prähistorische Labyrinth, auch Trojaburg genannt, in Västmanland, Schweden. Den Namen Labyrinth brachte erst die moderne Wissenschaft ins Spiel. Labyrinthe sind ungewöhnliche Monumente, die in Schweden am häufigsten in den Küstenregionen zu finden sind. In Västmanland gab es zwei Labyrinthe.

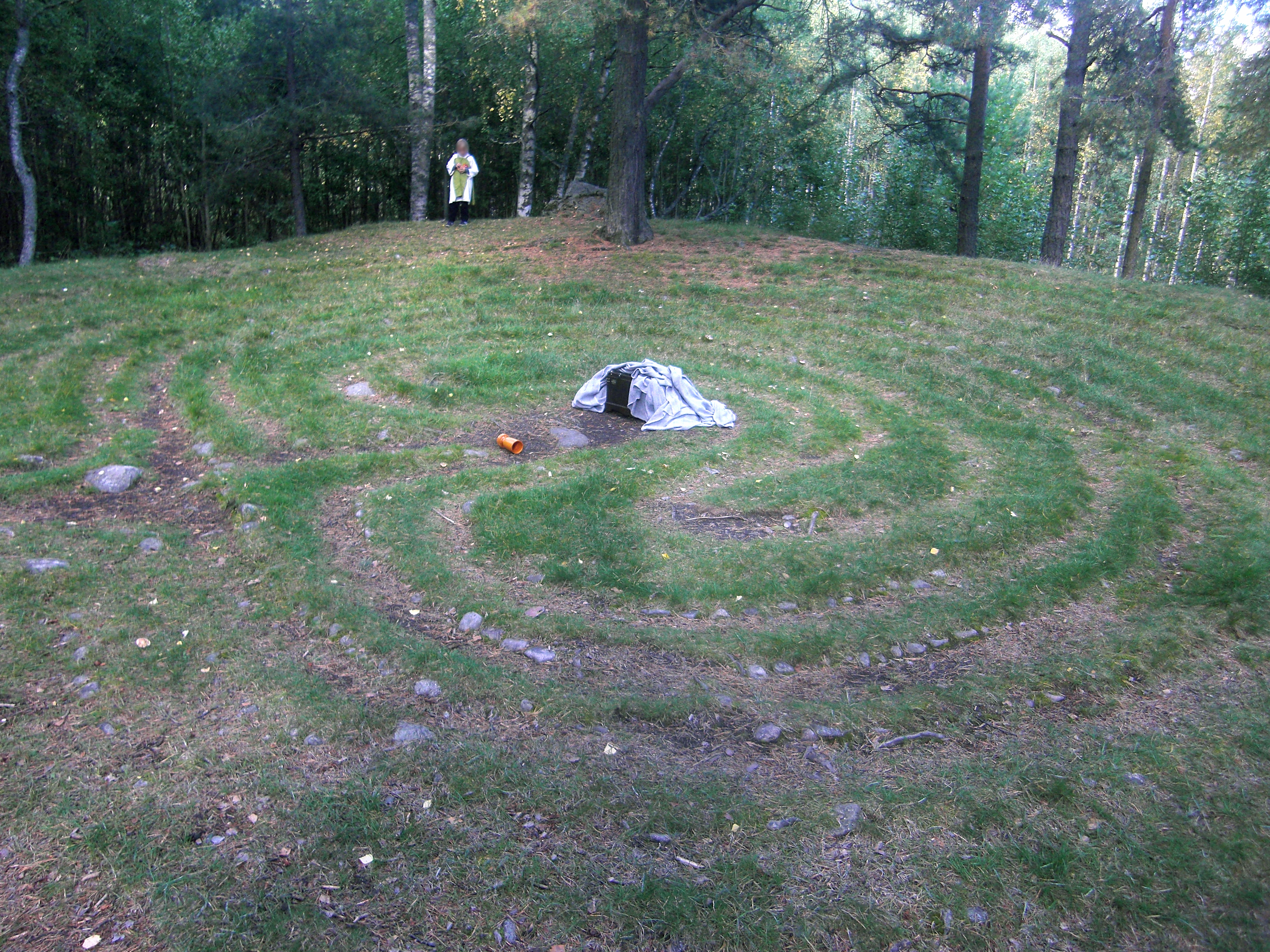
Labyrinth von Tibble

Das Labyrinth von Tibble ist eine der größten und ältesten so genannten „Trojaburgen“. Es liegt unweit des Gräberfeldes von Hornåsen. Tibble gehört zu den 20 Labyrinthen im schwedischen Binnenland, die in direktem Bezug zu jahrtausendealten Grabanlagen stehen. Tibble soll, so belegen die Gräberfelder in der Nähe, mehr als 2000 Jahre alt sein. Bei einer Größe von 12 × 14 m besteht es aus zwei- bis dreitausend Steinen. Die Steine sind so weit in den Boden gesunken, dass das Labyrinth heute nur schwer zu erkennen ist. Das hat die Anlage vollständig erhalten. Der Verwendungszweck der Labyrinthe ist unbekannt. Vermutlich wurden hier bestimmte Frühlingsriten abgehalten.
In der Nähe liegt der Anundshög.